# دون ديفيس (ملحن أمريكي)
دون ديفيس (بالإنجليزية: Don Davis)‏ هو ملحن ومنتج أسطوانات أمريكي، ولد في 25 أكتوبر 1938 في ديترويت في الولايات المتحدة، وتوفي في 5 يونيو 2014 في بلدة ويست بلومفيلد في الولايات المتحدة بسبب مرض.

## وصلات خارجية
- دون ديفيس على موقع ميوزك برينز (الإنجليزية)
- دون ديفيس على موقع ديسكوغز (الإنجليزية)